# Universidade de Southampton

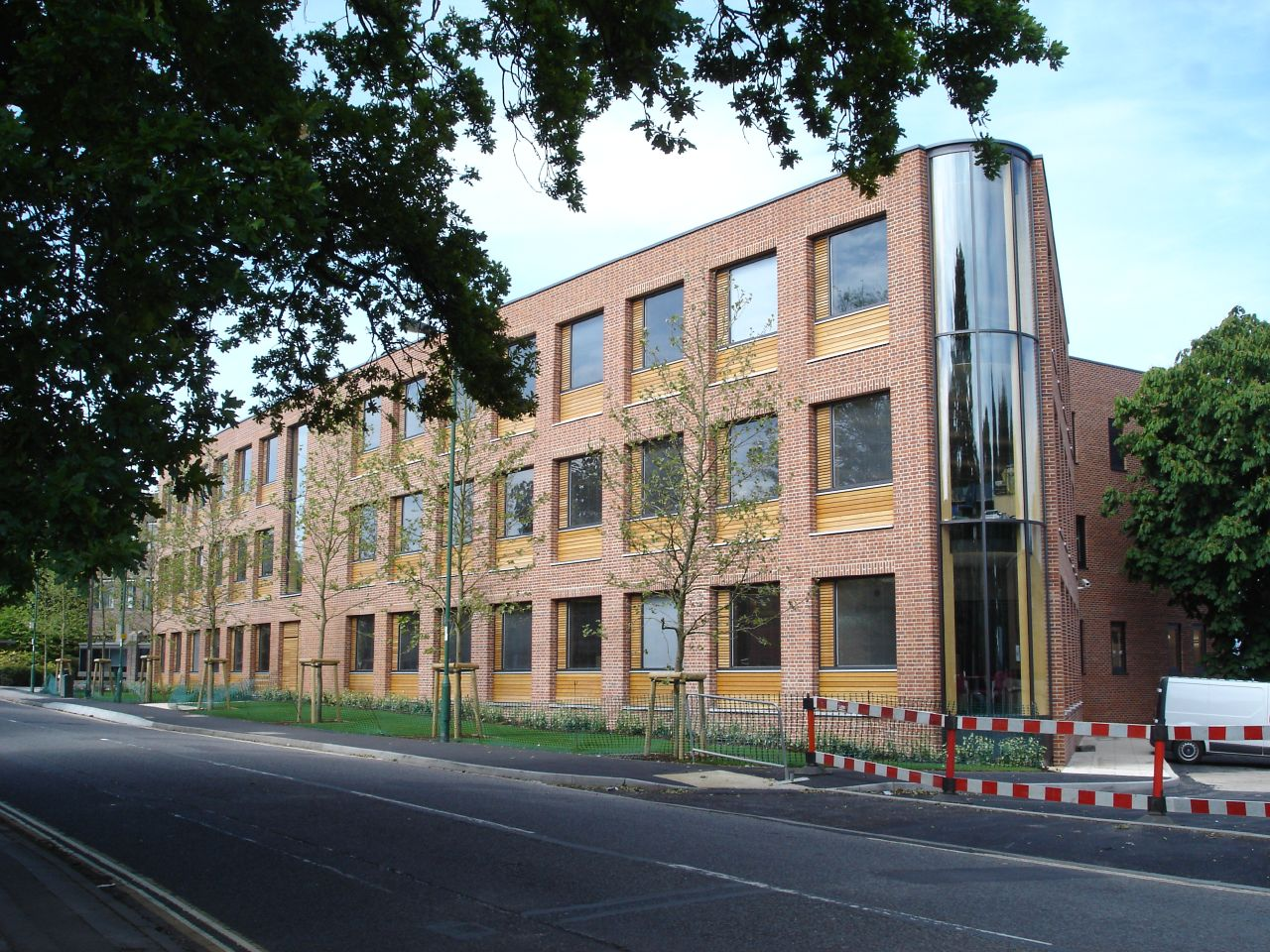
Extensão do prédio dos serviços profissionais

A Universidade de Southampton é uma universidade britânica situada na cidade de Southampton, na costa sul do Reino Unido. A universidade tem uma reputação internacional de alta qualidade em pesquisa e é membro do Grupo Russell de universidades britânicas voltadas para a pesquisa. De acordo com a tabela classificativa do jornal The Sunday Times, a Universidade de Southampton está entre as dez melhores instituições de pesquisa (seu foco preliminar) do país, e em 2002 chegou ao 3° lugar geral dentre 200 instituições britânicas.
Os edifícios principais da universidade situam-se em uma grande área no Campus de Highfield em Highfield, mas a universidade tem outros campi em outras partes da cidade: Boldrewood (Ciências Biomédicas), Hospital Geral de Southampton e na costa fica o Centro Nacional de Oceanografia de Southampton. Tem também um campus na cidade vizinha de Winchester que é a sede da Faculdade de Arte, conhecida como Escola de Arte de Winchester. No Campus da Avenida ficam os departamentos das Humanidades, incluindo História, Inglês, Filosofia e Línguas Modernas. O Centro de Estudo da Língua é sedeado no Campus da Avenida. A Faculdade de Música funciona no Campus de Highfield.
Southampton é provavelmente mais conhecida como uma universidade de Ciência, Engenharia, e Ciências Sociais. De acordo com o suplemento sobre Ensino Superior do jornal The Times, Southampton recebe o segundo maior financiamento de pesquisa entre universidades britânicas em Física e Matemática, e o terceiro maior de pesquisa em Engenharia e Tecnologia. A universidade é também forte em outras disciplinas - Em Arqueologia, os primeiros três professores formados pela Southampton tornaram-se mais tarde diretores do departamento de Arqueologia em Oxford, Cambridge e Universidade de Londres. O departamento de música é também renomado, contando com o Salão de Concertos Turner Sims, situado no centro do Campus de Highfield. Além disto, a universidade é a sede do Centro Nacional de Oceanografia (anteriormente centro de Oceanografia de Southampton), um centro importante de pesquisa em Oceanografia. A universidade dá grande ênfase à cooperação interdisciplinar e na colaboração com a indústria. Isto é mais evidenciado no Centro para a Empresa e a Inovação. O professor David Payne, da Southampton, inventou o amplificador óptico, sem o qual os cabos de fibra óptica não funcionariam. O professor Payne é também presidente da Photonics, uma empresa privada que é a spin-off desta pesquisa. O diretor anterior da Escola (então Departamento) da Eletrônica e Informática, professor Tony Hey, é agora vice-presidente da Microsoft do Reino Unido. Em 2004, o inventor da World Wide Web, Tim Berners-Lee, foi indicado para a Escola de Eletrônica e Ciências da Computação (ECS) como membro do departamento de Ciências da Computação.

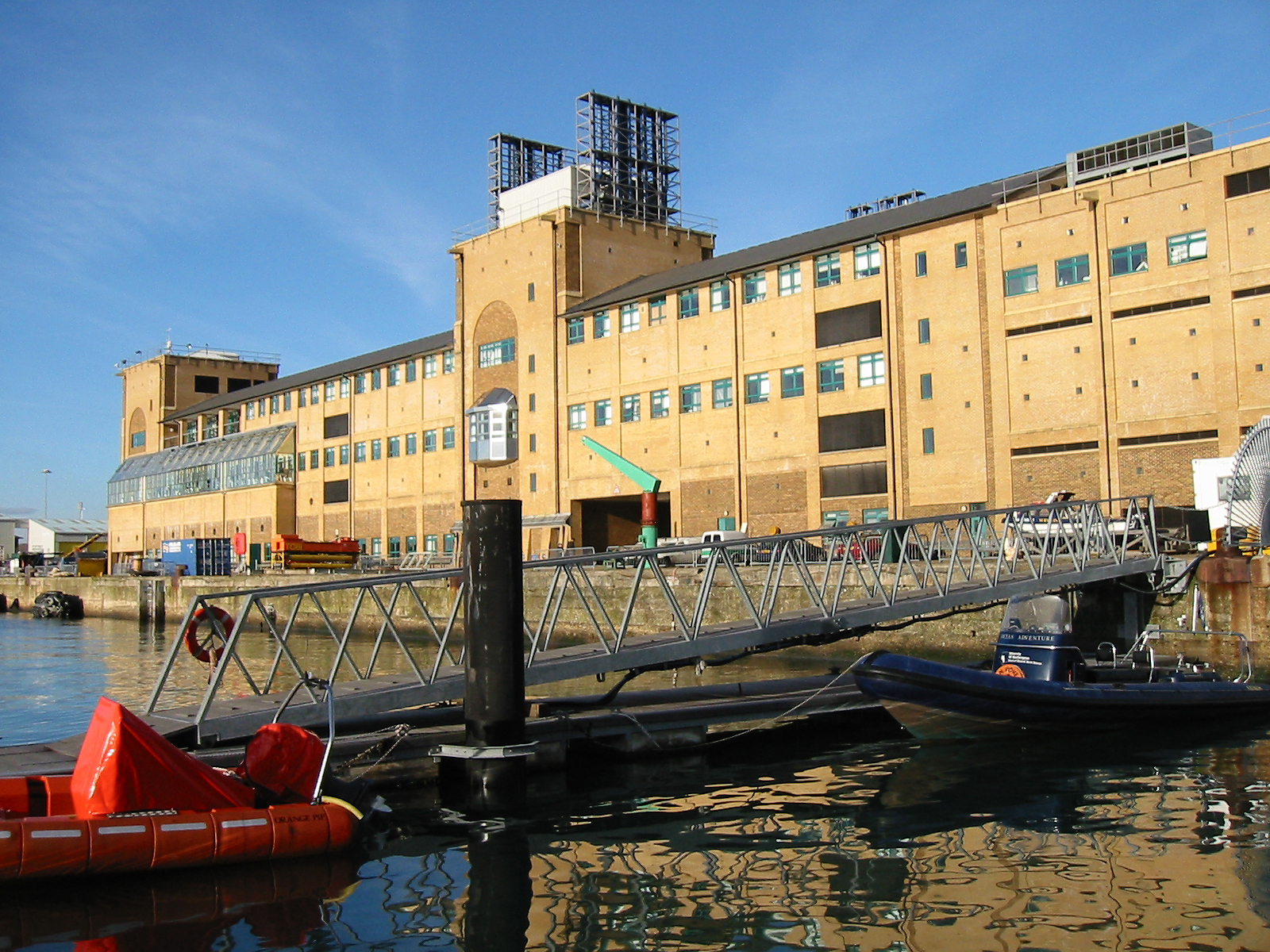
Centro Nacional de Oceanografia de Southampton

## História
A Universidade de Southampton tem sua origem na Instituição Hartley, criada em 1862 por Henry Robertson Hartley (1777-1850), que em sua morte deixou 103,000 de Libras para a Corporação de Southampton, na condição de que o dinheiro fosse  investido de forma a melhor promover o estudo e o avanço das Ciências da História Natural, da Astronomia, das Antigüidades, Literatura Clássica e Oriental na cidade, bem como para fundar uma biblioteca pública, os jardins Botânicos, o observatório, e as coleções de objetos relacionados com as ciências acima. As autoridades da cidade abrigaram os livros de Hartley em um edifício na avenida principal, no centro da cidade de Southampton. A Instituição de Hartley foi criada a partir daí, e transformou-se em faculdade em 1902. Em 1919, foi rebatizada como Faculdade Hartley, e subseqüentemente Faculdade Southampton. Antes de 1952, os graus da faculdade foram concedidos pela universidade de Londres. Tendo superado a capacidade do campus da Avenida Principal, a faculdade foi transferida para Highfield na estrada que hoje se chama University Road (estrada da universidade).
Embora o novo edifício principal tenha sido aberto formalmente em 20 de Junho de 1914, o início da Primeira Guerra Mundial aconteceu antes que as aulas pudessem ser iniciadas. Os edifícios foram designados pelas autoridades da faculdade para funcionar como um hospital militar. Em 1952, a Rainha concedeu à Universidade de Southampton a Patente Real permitindo que esta concedesse os graus acadêmicos autonomamente. Isto deu o grau pleno de Universidade e a tornou independente da Universidade de Londres. Expandiu rapidamente durante os anos 1960, quando um grande número de novas universidades estavam despontando, como Universidade de Warwick, Universidade de York, Universidade de East Anglia entre outras. Em 2005, um grande incêndio destruiu parte do edifício de Mountbatten, que abriga os laboratórios de pesquisa em fibra óptica (o Centro de Pesquisa Optoelectrônica mundialmente renomado, o ORC) e os laboratórios de fabricação de microchip, ambos parte do ECS. Estima-se que os custos para reconstruir o centro e substituir o equipamento giram em torno de 70 milhões de Libras. 

## Faculdades, escolas, e centros

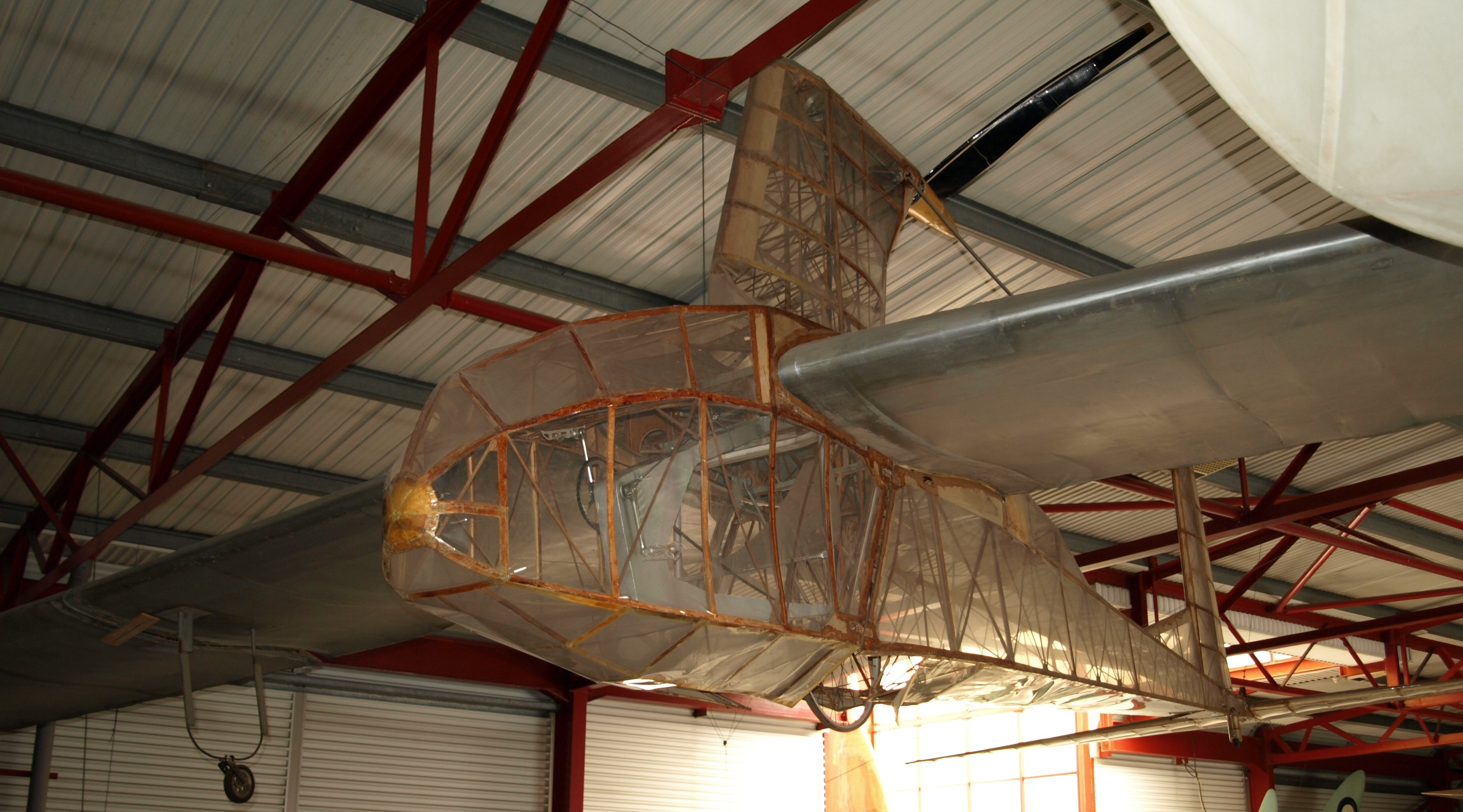
SUMPAC, primeira aeronave de propulsão humana bem sucedida da história, construída na Universidade de Southampton em 1961.

- Faculdade de Engenharia, Ciências e Matemática
  - Escola de do Química
  - Escola de Engenharia Civil e do Ambiente (inclui o centro para as ciências ambientais)
  - Escola de Eletrônica e Informática (ECS)
  - Escola de Ciências da Engenharia
  - Escola de Geografia
  - Escola de Matemática
  - Escola de Ciência do Oceano e da Terra (SOES)
  - Escola de Física e Astronomia
  - Instituto de Pesquisa do Som e da Vibração (ISVR)
  - Centro de Pesquisa em Optoeletrônica
  - Grupo de Pesquisa do Transporte (TRG) 
  - Centro Nacional de Oceanografia (Sede da Escola de Ciência do Oceano e da Terra - NOCS)
  - Centro de E-Ciência
- Faculdade de Direito, Artes e Ciências Sociais
  - Escola de Ciências Sociais
  - Escola de Gerência
  - Escola de Educação
  - Escola de Direito
  - Escola de Arte
  - Escola de Humanidades
  - Centro de Pesquisa sobre a História Judaica
- Faculdade de Medicina, Saúde e Biologia
  - Escola de Ciências Biológicas
  - Escola de Profissões da Saúde e de Ciências da Reabilitação
  - Escola de Medicina
  - Escola de Enfermagem e Atendimento Obstétrico
  - Escola de Psicologia
  - Unidade de Inovação dos Cuidados da Saúde
- Instituto de Pesquisa e Ciências Estatísticas de Southampton
- Centro Nacional de Métodos de Pesquisa (ESRC)